# Морисвил (Тексас)
Морисвил (енгл. Mauriceville) насељено је место без административног статуса у америчкој савезној држави Тексас.

## Демографија
По попису из 2010. године број становника је 3.252, што је 509 (18,6%) становника више него 2000. године.
| Група             | 2000.         | 2010.         |
| Белци             | 2.541 (92,6%) | 2.914 (89,6%) |
| Афроамериканци    | 10 (0,4%)     | 25 (0,8%)     |
| Азијати           | 2 (0,1%)      | 1 (0,0%)      |
| Хиспаноамериканци | 161 (5,9%)    | 269 (8,3%)    |
| Укупно            | 2.743         | 3.252         |